# Pfastatt
 Pfastatt (en alsacià Pfàscht) és un municipi francès, situat a la regió del Gran Est, al departament de l'Alt Rin. L'any 2005 tenia 8.465 habitants.

## Demografia
| 1962  | 1968  | 1975  | 1982  | 1990  | 1999  |
| ----- | ----- | ----- | ----- | ----- | ----- |
| 5.209 | 5.986 | 6.353 | 6.247 | 8.061 | 7.946 |

## Administració
| Període | Identitat         | Partit           |
| ------- | ----------------- | ---------------- |
| 2001-   | Francis Hillmeyer | UDF i Nou Centre |